# 乔治·贝尔热
乔治·贝尔热（法語：Georges Berger，1897年5月1日—1952年11月16日），生于卢夫鲁瓦勒，法国男子竞技体操运动员。他曾获得1920年夏季奥运会体操比赛男子团体全能铜牌。他于1952年在特里特-圣莱热去世。